# Rasheedat Ajibade
Rasheedat Busayo Ajibade, mit Spitznamen auch RASH genannt (* 8. Dezember 1999 in Kaduna), ist eine nigerianische Fußballspielerin.

## Karriere

### Klub
Den Grundstein ihrer Karriere legte sie in ihrer Heimat ab 2013 beim FC Robo⁣, für den sie bis 2018 aktiv war. Zum Ende ihrer Zeit hier, nahm sie auch ab der Saison 2017 den Titel des Teamkapitäns an. Im Dezember 2018, wurde dann ihr Wechsel zum norwegischen Klub Avaldsnes IL bekannt, für welchen sie ab der Saison 2019 auflief. Nach zwei Spielzeiten hier schloss sie sich zum 1. Januar 2021 dann Atlético Madrid in Spanien an.

### Nationalmannschaft
Nachdem sie bereits in der U17 und U20 ein paar Einsätze hatte, kam sie für die A-Nationalmannschaft erstmals im Jahr 2018 zum Einsatz. Ihr erstes Turnier war hierbei gleich die erste Ausgabe WAFU Cup in der Elfenbeinküste. Gemeinsam mit ihrem Team erreichte sie hier den dritten Platz.
Anschließend gehörte sie auch mit zur Mannschaft beim Afrika-Cup 2018, wo sie Teil des Afrikameisterteams wurde. Ein Jahr später ging es für sie dann auch zum ersten Mal zu einer Weltmeisterschaft. Bei dem Turnier im Jahr 2019, erreichte sie mit ihren Mitspielerinnen das Achtelfinale, verlor dort aber gegen Deutschland mit 0:3. Bedingt durch die COVID-19-Pandemie im Jahr 2020 kein Afrika-Cup ausgetragen wurde, kam ihre erste Teilnahme bei dem Turnier erst bei der Ausgabe 2022. Hier war sie wieder in jeder Partie aktiv, schied jedoch im Halbfinale an Marokko aus. Dies reichte für sie und ihrer Mannschaft aber aus, um sich für die Weltmeisterschaft 2023 zu qualifizieren.
Am 16. Juni 2023 wurde sie für den nigerianischen Kader bei der Weltmeisterschaft 2023 nominiert, kam in drei der vier Spiele ihres Teams zum Einsatz und schied mit der Mannschaft im Achtelfinale gegen die Engländerinnen aus.